# 빙정

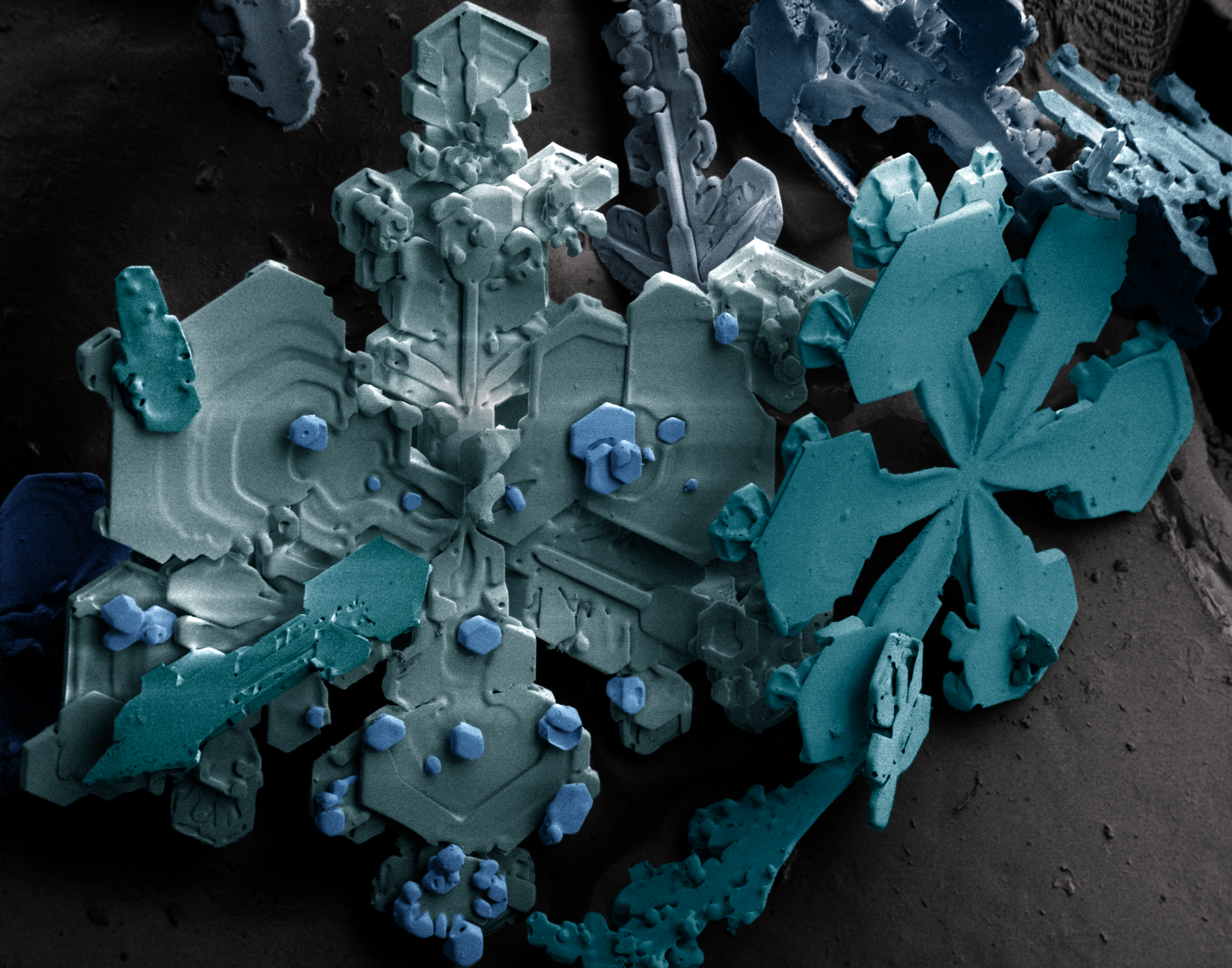
확대한 빙정의 모습

빙정(氷晶)은 대기 중에 생긴 얼음 결정의 일종이다.
공기가 어는점 이하가 되어야 하며 포화된 수증기가 빙정핵을 중심으로 승화하면서 빙정이 생겨난다. 빙정에 공기 중에 있는 찬 물방울이나 다른 빙정이 달라붙으면 결정이 커져서 눈송이가 된다. 맨눈으로는 보이지 않고 현미경으로 볼 수 있는데, 보통 바늘 모양, 육각뿔 모양, 삼각판 모양 등 여러 가지 결정 구조로 되어 있다.

## 빙정핵
빙정핵은 수증기가 빙정이 만들어질때 생겨나는 고체 입자이다. 빙정핵에는 동결핵과 승화핵이 있는데 동결핵은 과냉각 물방울이 언 것이고, 승화핵은 수증기가 직접 승화되어 핵이 된 것이다. 때로는, 점토 입자나 화산재 등도 빙정핵이 될 수 있다.

## 같이 보기
- 눈 (날씨)
- 눈송이
- 역고드름
- 고드름